# Адамович, Леонид Петрович
Леонид Петрович Адамо́вич (1910, Москва — 1984, Харьков) — советский украинский учёный, химик, доктор химических наук (1963), профессор (1964).

## Биография
В 1932 году окончил физико-химико-математический факультет Харьковского ИНО. 
В 1946—1964 годах — ассистент, доцент, в 1964—1984 годах — профессор Харьковского университета. 

## Научная деятельность
Исследовал взаимодействие органических реагентов с ионами металлов, в частности, альберона с бериллием. 
Предложил реагент нефтохром зеленый G для определения бериллия (Be), алюминия (Al), торон — для определения лития (Li), бериллия (Be), тория (Th), а кротоновую кислоту — для качественного выявления натрия (Na) и калия ( K), гравиметрическое определение бария (Ва) в присутствии кальция (Са), а также фотометреское определение железа (Fe). 
Разработал новый спектрофотометрический метод исследования комплексных соединений в условиях ступенчатого комплексообразования. Разрабатывал достаточно чувствительные и одновременно высокоселективные методы количественного определения ионов меди, серебра с использованием экстракционных вариантов спектрофотометрии. 
Серия работ Л. Адамовича связана с исследованием ионных равновесий ксантеновых красителей флуоресцеина, эозина и родамина Б в растворах.

## Избранные труды
- Фотометрия и спектрофотометрия соединений бериллия // Тр. хим. ф-та и НИИ химии Харьков. гос. ун-та. Т. 18. 1957;
- Спектрофотометрическое изучение аналитических систем, содержащих бериллий. Х., 1963;
- Руководство к лабораторным занятиям по качественному анализу. Х., 1968;
- Рациональные приемы составления аналитических прописей. Х., 1973.